# Guntram Palm
Guntram Martin Palm (* 21. Juni 1931 in Berlin; † 11. Februar 2013 in Korb, Baden-Württemberg) war ein deutscher Jurist, Politiker (FDP/DVP, CDU) und Landeszentralbankpräsident.

## Leben
Guntram Palm wurde als Sohn einer bekannten Schorndorfer Apothekerfamilie geboren. Nach dem Abitur nahm er ein Studium der Rechtswissenschaft und Volkswirtschaft an den Universitäten in Tübingen und Heidelberg auf, das er mit beiden juristischen Staatsexamina sowie 1959 in Tübingen mit der Promotion zum Dr. jur. abschloss (Dissertation: Siedlungs-, Verfassungs- und insonderheit kirchliche Rechtsgeschichte des Winterbach-Schorndorfer Raumes im Mittelalter). Während seines Studiums wurde er Mitglied der Studentenverbindung Akademische Gesellschaft Stuttgardia Tübingen. Anschließend war er als Rechtsanwalt in Stuttgart tätig. Von 1992 bis zur Pensionierung im Jahr 2000 übte er das Amt des Präsidenten der Landeszentralbank Baden-Württemberg aus. Als solcher war er Mitglied des Zentralbankrates der Deutschen Bundesbank.
Guntram Palm war mit Ute Dollmann verheiratet; aus der Ehe stammen drei Kinder, Christoph Palm, ebenfalls Politiker und von 2000 bis 2016 Oberbürgermeister von Fellbach, Ulrich Palm, Rechtswissenschaftler und Hochschullehrer, sowie Michael Palm (Spieleautor). Guntram Palm verstarb am 11. Februar 2013 im Alter von 81 Jahren in seinem Wohnhaus in Korb im Rems-Murr-Kreis.

## Politik
Palm trat zunächst in die FDP/DVP ein, war von 1964 bis 1972 Mitglied des Baden-Württembergischen Landtages und amtierte von 1966 bis 1976 als Oberbürgermeister der Stadt Fellbach. Er wechselte 1975 zur CDU und war von 1980 bis 1992 erneut Landtagsabgeordneter. Anfang 1992 rückte für ihn Karl Walter Ziegler in den Landtag nach.
Palm amtierte seit 1976 unter Minister Karl Schiess als Politischer Staatssekretär im Innenministerium des Landes Baden-Württemberg. Nach dem Rücktritt Traugott Benders infolge des Selbstmords der RAF-Terroristen in Stuttgart-Stammheim wurde er am 2. November 1977 als Justizminister in die von Ministerpräsident Hans Filbinger geführte Landesregierung berufen. Er übernahm am 30. August 1978 als Nachfolger von Lothar Späth die Leitung des Innenministeriums und wechselte am 4. Juni 1980 als Ressortchef ins Finanzministerium. Am 13. Januar 1991 schied er aus der Landesregierung aus und wurde als Minister von Gerhard Mayer-Vorfelder abgelöst.

## Ehrungen
- Großes Bundesverdienstkreuz, 1981
- Verdienstmedaille des Landes Baden-Württemberg, 1986
- Großes Bundesverdienstkreuz mit Stern, 1990
- Ehrenbürgerwürde der Großen Kreisstadt Fellbach, 1991
- Das Atrium bei der Schwabenlandhalle in Fellbach heißt Guntram-Palm-Platz, 2017